# Bach (Windeck)
Bach war ein Ortsteil der Gemeinde Windeck im Rhein-Sieg-Kreis. Es bildet heute den östlichen Teil von Hurst.

## Lage
Bach liegt auf den Hängen des Leuscheid im Siefen des Burgbaches.

## Geschichte
Bach gehörte zum Kirchspiel Rosbach und zeitweise zur Bürgermeisterei Dattenfeld.
1830 hatte Bach 61 Einwohner.
1845 hatte der Weiler 51 evangelische Einwohner in 11 Häusern. 1863 waren es 42 Personen. 1888 gab es 73 Bewohner in 12 Häusern.
1962 wohnten hier 78 Einwohner und 1976 52.